# Mellanöppen främre orundad vokal
Mellanöppen främre orundad vokal är det språkljud, som i fonetisk skrift skrivs med IPA-tecknet [ɛ] - i fonetisk transkription av engelska stavas det dock oftast [e]. Både det långa och det korta svenska ä-ljudet realiseras som detta fonem. Undantaget är om /ä/ uttalas framför ett /r/ eller en retroflex konsonant, [ʈ], [ɖ], [ɳ], [ʂ], [ɭ] (som i allmänhet stavas /rt/, /rd/, /rn/, /rs/, /rl/)  då realiseras det som [æ], en halvöppen främre orundad vokal.